# 孔繼堯
孔继尧，字砚香，号莲乡，江蘇崑山縣人。清代畫家。

## 艺术成就
工绘画，于山水、花鸟无所不精，尤善画人物。同里顾沅辑《吴郡名贤图传赞》、《圣庙祀典图考》，孔继尧为其描绘人物图像，无不传神。